# Solenopsis orbuloides
Solenopsis orbuloides es una especie de hormiga del género Solenopsis, subfamilia Myrmicinae.

## Distribución
Esta especie se encuentra en Gabón y Sierra Leona.